# Sarah Thomasson
 (décembre 2021).
Si vous disposez d'ouvrages ou d'articles de référence ou si vous connaissez des sites web de qualité traitant du thème abordé ici, merci de compléter l'article en donnant les références utiles à sa vérifiabilité et en les liant à la section « Notes et références ».
Pour les articles homonymes, voir Thomasson.
Sarah Thomasson, née le 20 juillet 1925 à Åre, est une skieuse alpine suédoise.

## Jeux olympiques d'hiver
Elle a également participé aux épreuves de slalom, de slalom géant et de descente aux Jeux olympiques d’hiver de 1952.

## Palmarès
Elle a remporté une médaille de bronze en slalom aux Championnats du monde de ski alpin de 1954.
| Épreuve / Édition | Descente | Slalom géant | Slalom |
| JO 1952 Oslo      | 18e      | —            | 12e    |

### Championnats du monde
| Épreuve / Édition   | Descente | Slalom géant | Slalom | Combiné                          |
| Mondiaux 1950 Aspen | 13e      | 11e          | 18e    | Épreuve inexistante à cette date |
| JO 1952 Oslo        | 18e      | —            | 12e    | Épreuve inexistante à cette date |
| Mondiaux 1954 Åre   | 18e      | 13e          | Bronze | 10e                              |